# 松野友
松野 友（まつの とも、女性、1912年（明治45年）7月7日 - 1997年（平成9年）7月21日）は、日本の政治家。元岐阜県本巣郡穂積町（現：瑞穂市）町長。
夫は松野幸泰（元岐阜県議会議員、岐阜県知事、自由民主党衆議院議員、国土庁長官・北海道開発庁長官）。子に元瑞穂市長の松野幸信と元岐阜県議会議員松野幸昭、孫に自民党衆議院議員の棚橋泰文がいる。

## 来歴
1912年（明治45年）7月7日、岐阜県安八郡浅草村（現在の大垣市）で生まれた。1930年（昭和5年）に岐阜県女子師範学校本科第二部を卒業し、数年間小学校教員を務めた。1932年（昭和7年）5月に松野幸泰と結婚した。
夫の幸泰は岐阜県本巣郡穂積村の村会議員となり、太平洋戦争下では翼賛壮年団長を務めた。幸泰は太平洋戦争後に公選となった穂積村長選挙に立候補する予定であったが、公職追放のため出馬できなくなってしまう。そこで妻の松野友が代わりに立候補して当選、1947年（昭和22年）4月に穂積村長に就任した。日本で最初の女性村長の一人である。同月、兼職が認められていた岐阜県議会議員の総選挙にも本巣郡選挙区から立候補して当選した。県議会では会派「県政自由クラブ」（のち、民主自由クラブ、自由クラブ）に所属した。1949年には女性として初めて常任委員長に就任した。任期満了後の1951年の選挙では、町長と県議会議員の兼職ができなくなったこと、幸泰の公職追放が解除されていたことから、友が穂積町長選挙に、幸泰が岐阜県議会議員選挙に立候補し、いずれも当選している。
1948年に穂積村は穂積町となり、1954年に新設合併により改めて穂積町が発足した。新たな穂積町長選挙では松野友のみが立候補し、無投票当選となった。その後も無風選挙と無投票当選によって連続で町長を務めた。1966年の6選目の時には元々多選を理由に引退するつもりであったが、町内会や町議会の要望を受けて立候補したという。7選の時には『週刊文春』上で渡辺嘉蔵岐阜県議会議員に「淀君」と揶揄された。
1974年の8選目の時にも長期の在任を理由に引退の意向を示したが、対抗勢力が候補を擁立したため、国政に進出していた幸泰の意向もあって立候補し、選挙戦となった。この時擁立されたのが当時の助役であったことからしばらく助役を任命しなかったという。
10選目、11選目では保守派とされる松野友に対して日本社会党が候補を擁立し、保革一騎打ちの構図となった。
11期43年に亘って町村長を務めたが、穂積町開発公社の不正土地取引の責任を取って1990年7月に辞任した。11選は女性首長として日本で最多である。
1997年（平成9年）7月21日、脳梗塞のため大垣市民病院で死去した。85歳没。

## 政策
特に治水と教育に尽力したと評される。
穂積町は濃尾平野の長良川と揖斐川に挟まれた土地にあり、水害が絶えなかった。政治は治山治水であるとして建設省へ直接陳情に出るなど率先して取り組み、複数の事業を実現させた。
道路整備が進む時代には舗装より拡張を優先して行い、全て幅員8メートル以上とした。
家計簿に喩えながら財政基盤の確立に努めた。工場誘致を進める一方、公害防止にも配慮した。
師範学校を出たこともあり、教育に力を入れた。施設面ではベッドタウンとしての人口増加を背景に小学校・中学校の増改築やプールの建設を進めた。第20回国民体育大会ではバレーボール会場を引き受けるなどスポーツ振興を図った。「婦人大学」や「老人大学」を開くなど社会教育や生涯教育の拡充にも取り組んだ。
全国に先駆けてモーテルの建設を規制する条例を制定した。岐大バイパスの開通をきっかけにモーテル進出の動きがあり、小学校の通学路沿いに1軒建ったほか、岐阜歯科大学の近くに建設の予定が立った。これに不安を覚えた町民の声を受けて対策に乗り出し、1971年に住宅地、病院、教育文化施設、福祉施設、公園の附近や、町長が不適当と認めた場所にモーテルの建設を認めないとする条例を制定した。